# Ulica Pańska w Warszawie

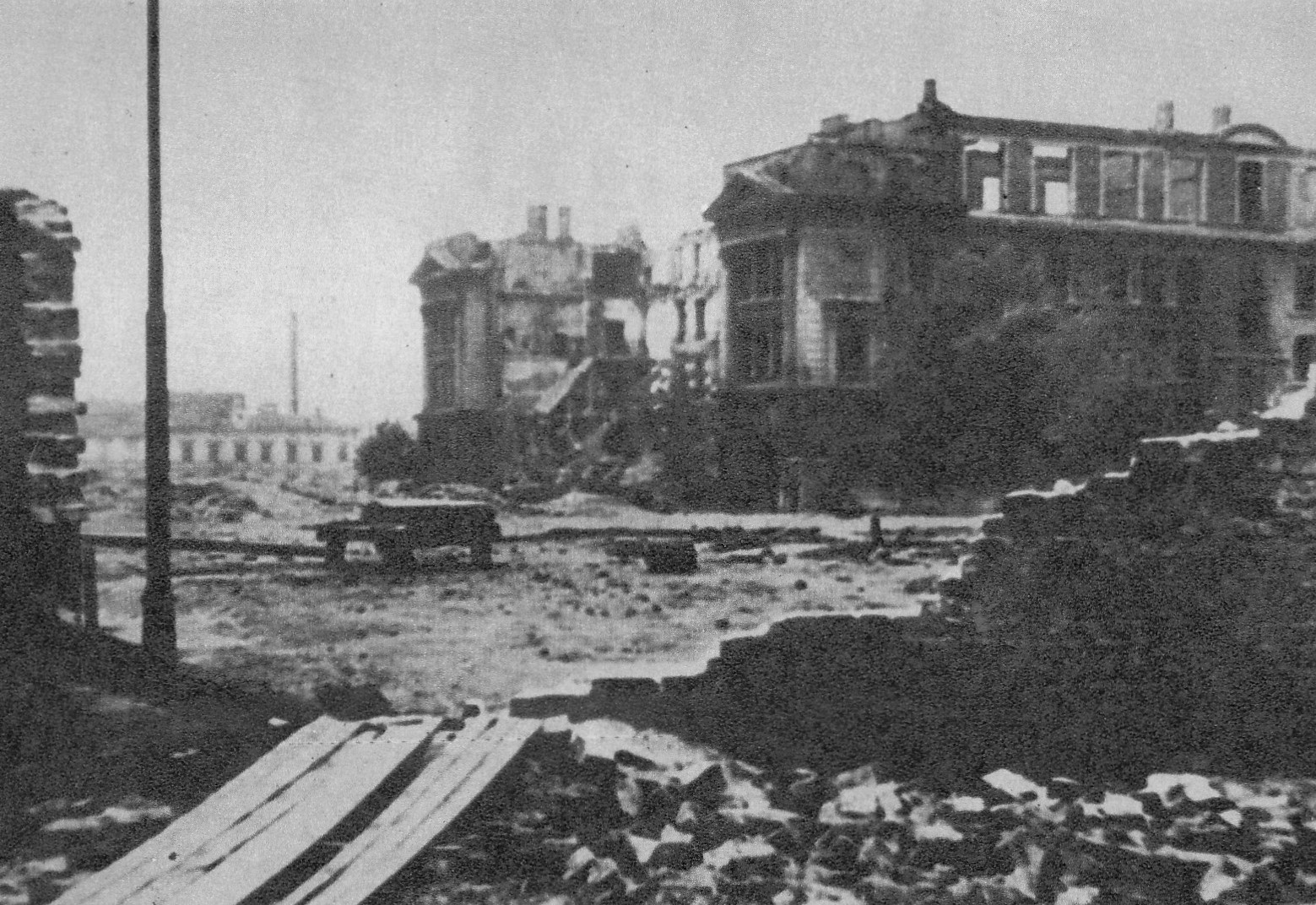
Ulica Pańska w czasie powstania warszawskiego

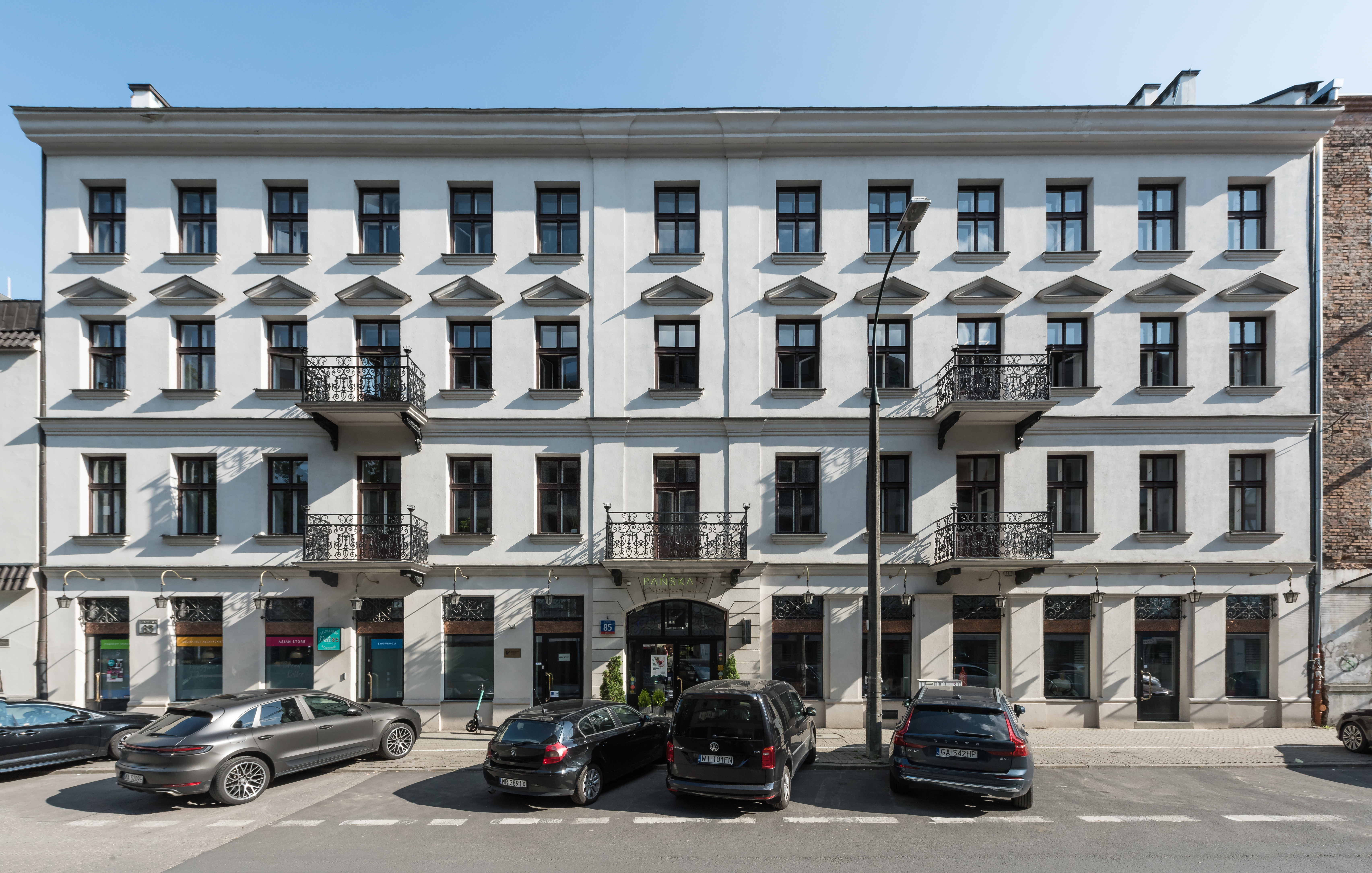
Kamienica przy ul. Pańskiej 85, która zagrała kamienicę przy ul. Złotej 25 w odc. 1–12 serialu telewizyjnego Dom

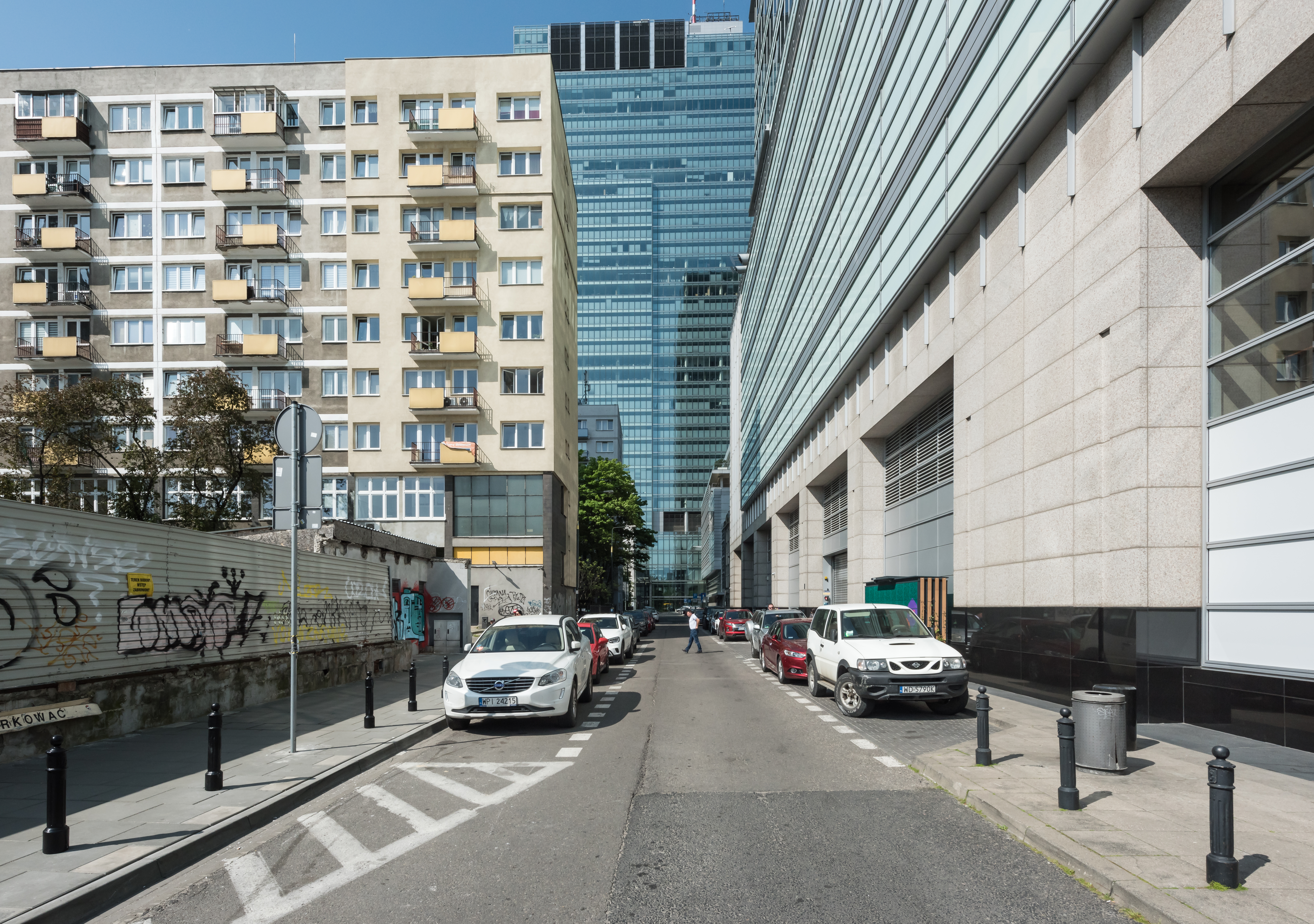
Ulica przy ulicy Emilii Plater, widok w kierunku zachodnim

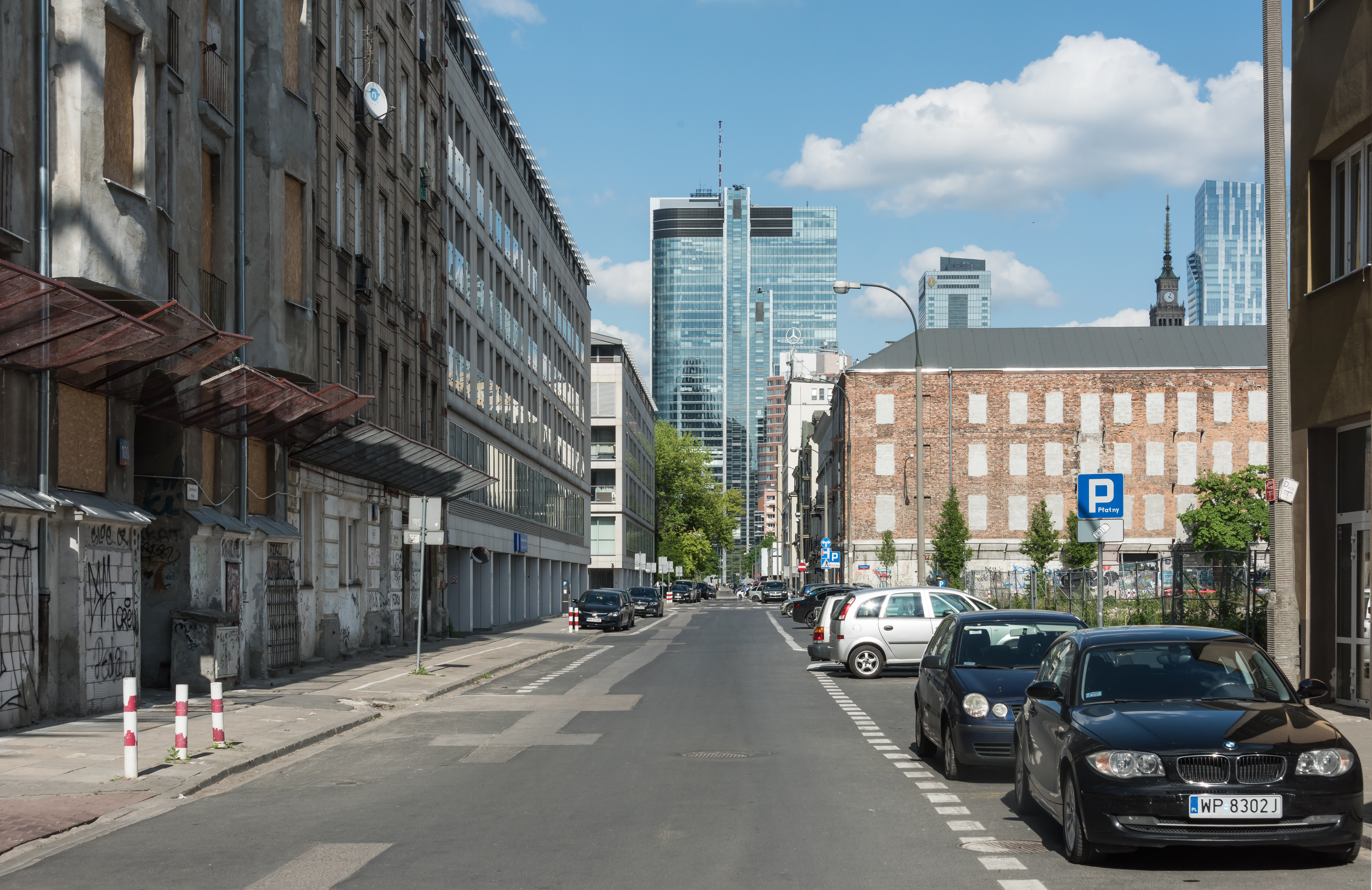
Ulica na odcinku między ulicami Wronią i Miedzianą, widok w kierunku wschodnim

Ulica Pańska – ulica w warszawskich dzielnicach Śródmieście i Wola.
Ulica składa się z dwóch odcinków: od ulicy Emilii Plater do alei Jana Pawła II oraz od alei Jana Pawła II do ulicy Towarowej.

## Historia
Ulica została wytyczona ok. 1757 na terenie jurydyki Bielino. Biegła od ulicy Wielkiej na zachód i pierwotnie nosiła nazwy Nowa i Wspaniała. Obecną nazwę nadano w 1770. Nawiązywała albo do właściciela jurydyki Franciszka Bielińskiego, „pana na Bielinie, Otwocku, Radzyminie”, albo do wspaniałej zabudowy ulicy.
W 1864 ulica została w całości wybrukowana. W latach 1870–1890 została całkowicie zabudowana kamienicami czynszowymi oraz domami rzemieślników.
W latach 1924–1925 na rogu ulic Pańskiej i Mariańskiej wzniesiono istniejący do dzisiaj trzypiętrowy budynek Kasy Chorych.
Zabudowa ulicy ucierpiała w czasie obrony Warszawy we wrześniu 1939.
W listopadzie 1940 odcinek ulicy od ulicy Wielkiej do ulicy Żelaznej znalazł się w granicach warszawskiego getta. Ulica została z niego wyłączona wraz z całym tzw. małym gettem w sierpniu 1942, w trakcie wielkiej akcji deportacyjnej (wywózek Żydów do obozu zagłady w Treblince). Odcinek pomiędzy Twardą i Żelazną wyznaczał południową granicę terenu zajmowanego przez szop Walthera Többensa, który pozostał na terenie dawnego małego getta.
Od grudnia 1942 do sierpnia 1944 pod nr 104 ukrywał się Calek Perechodnik, który napisał tam swoje wspomnienia. Wydane po raz pierwszy w Polsce w 1993 stały się jednym z najważniejszych zapisów źródłowych z okresu Holokaustu.
31 lipca 1944, podczas popołudniowej odprawy Komendy Głównej Armii Krajowej przeprowadzonej w nieistniejącej kamienicy nr 67 Tadeusz Komorowski ps. „Bór” wydał rozkaz o rozpoczęciu w Warszawie 1 sierpnia 1944 o godz. 17.00 akcji „Burza” (godzina „W”). W czasie powstania na ulicy zbudowano kilka barykad. W 1944 zabudowa ulicy została zniszczona z wyjątkiem kilku kamienic w rejonie ulic Mariańskiej i Miedzianej.
W pierwszych latach po wojnie przy ulicy znajdowało się popularne targowisko. W latach 60. podjęto decyzję o jego likwidacji i przeniesieniu handlu pod hale Mirowskie. W związku z budową Pałacu Kultury i Nauki zlikwidowano również wschodni odcinek ulicy do Wielkiej do Mariańskiej. W jego miejscu urządzono park (obecny park Świętokrzyski).
W latach 1961–1969 przy ulicy wzniesiono budynki osiedli mieszkaniowych: Emilia i Pańska.
W 1994–1995 zespół kamienic z końca XIX wieku znajdujący się pomiędzy ulicami Żelazną i Miedzianą przebudowano z przeznaczeniem na kompleks biurowo-usługowy spółki Elektrim.

## Ważniejsze obiekty
- Budynek Kasy Chorych w Warszawie
- Biurowiec Rondo 1
- Biurowiec Ilmet
- Osiedle Pańska
- Biurowiec Warsaw Unit

## Obiekty nieistniejące
- Dom Meblowy „Emilia”
- Kompleks budynków Domu Słowa Polskiego
- Kamienica przy ul. Pańskiej 112 w Warszawie

## Ulica w filmie
- W kamienicy nr 85 nakręcono pierwsze 12 odcinków serialu telewizyjnego Dom[18].
- Na znajdującym się przy ulicy osiedlu Pańska kręcono sceny do komedii Nie lubię poniedziałku oraz serialu Czterdziestolatek[19]. W kolejnych odcinkach Czterdziestolatka wskazano trzy różne adresy rodziny Karwowskich: Pańska 62 m. 138 (odcinek siódmy), Pańska 92 m. 161 (odcinek dziesiąty) oraz Pańska 62 m. 137 (odcinek siedemnasty)[20].